# عمر بارو
عمر بارو (انگلیسی: Oumar Barro؛ زادهٔ ۳ ژوئن ۱۹۷۴) بازیکن فوتبال اهل بورکینافاسو بود.
از باشگاه‌هایی که در آن بازی کرده است می‌توان به باشگاه فوتبال بروندبی اشاره کرد.
وی همچنین در تیم ملی فوتبال بورکینافاسو بازی کرده است.